# Старотрехсвятское
Старотрехсвятское — село в Иссинском районе Пензенской области, входит в состав Каменно-Бродского сельсовета.

## География
Расположено на берегу реки Исса в 5 км на запад от центра сельсовета села Каменный Брод и в 15 км на запад от райцентра посёлка Исса.

## История
Названо «старым» по отношению к выселку селу Новотрехсвятскому. Основано во второй половине XVII в. (около 1657 г.) инсарскими солдатами выборного полка. После их перевода в 1697 г. в Азов земли отказаны дворянам Ивану Кашаеву и Семену Коптяеву. В селе до 1697 г. была построена церковь во имя Трех Святителей: Василия Великого, Григория Богослова и Иоанна Златоуста (новая деревянная церковь построена в 1839 г.). В 1723 г. в ревизской сказке село названо Трехсвятским, Кошаево тож. В ревизской сказке 1719 г. показаны отдельно сёла Дмитриевское (в селе церковь во имя Дмитрия Мироточца) и Тресвяцкое (церковь во имя Трех святителей) – оба из вотчины Василия Петровича Макулова. В 1720 г. часть сел Дмитриевское и Трехсвятское – за помещиком Василием Ивановичем Мошковым. В 1745 г. в с. Дмитриевском, Тресвяцком тож, положено в подушный оклад 312 ревизских душ, показанных за камергером и кавалером Василием Ивановичем Машковым, 64 души за коллежским советником Филиппом Алексеевичем Егодинским. В 1782 г. – село Тресвяцкое Егора Васильевича Ягодинского Инсарского уезда, 28 дворов, всей дачи 510 десятин, в том числе 14 – усадебной земли, 187 – пашни, 125 – сенных покосов, 141 – леса; расположение села и дачи: село на левой стороне реки Исы; церковь Трех святилетей… и дом господских деревянные, дача – по обе стороны большой Саранской дороги; «земля – чернозем, урожай хлеба и травы средствен; Лес строевой, дубовый, осиновый, кленовый, березовый, между которым и дровяной; крестьяне на пашне»; отдельная дача «полдеревни Тресвяцкой» Александра Васильевича Машкова, князей Александра и Петра Ивановичей Еникеевых, 16 дворов, 138 жителей; всей дачи 624 десятины, в том числе усадебной земли – 5, пашни – 513, сенных покосов – 93, леса – нет; «полдеревни» расположено «на левой стороне реки Исы, на коей мушная мельница о четырех поставах», дача – по обе стороны Саранской большой дороги, земля – чернозем, урожай хлеба и травы средствен, крестьяне на пашне».
В 1785 г. показано за помещиками Александром Васильевичем Машковым (480 ревизских душ) и Аксиньей Чермантеевой (7 душ). В период отмены крепостного права с. Тресвятское – село Михаила Алексеевича Литвинова, у него 165 ревизских душ крестьян, 113 р.д. дворовых людей, 58 тягол (барщина), у крестьянской общины 35 дворов на 27 дес. усадебной земли, 421 дес. пашни, 87 дес. сенокоса, 10 дес. выгона, у помещика 308 дес. удобной земли, в том числе леса и кустарника 3 дес., сверх того 29 дес. неудобной земли. Кроме того, за  инженер-поручиком М.А. Литвиновым показан в 1860 г. конный завод, основанный им в 1835 г. для выращивания лошадей рысистой породы; в 1860 г. на заводе 3 племенных жеребца, 26 маток и 15 незаводских лошадей. В 1877 г. в селе работала синильня. В 1864 г. в с. Тресвятском, Выборное тож, 68 дворов, церковь, волостное правление, овчарный и кожевенный заводы. Между 1864 и 1877 гг. произошло переселение части крестьян в д. Полутрехсвятскую. В 1896 г. в селе 90 дворов. В XIX и начале XX в. село являлось центром Трехсвятской волости Инсарского уезда Пензенской губернии. В 1911 г. в селе имелись одна община, 105 дворов, церковь, при ней школа, кредитное товарищество, 3 мельницы (с нефтяным двигателем, водяная и ветряная), 3 лавки.
В 1923 г. – село Трехсвятское — центр Трехсвятской укрупненной волости Инсарского уезда. С 1928 года — центр сельсовета Иссинского района Пензенского округа Средне-Волжской области (с 1939 года — в составе Пензенской области). В 1955 г. в составе Трехсвятского сельсовета с центром в с. Новотрехсвятское, бригада колхоза имени Буденного. В 1980-е гг. — в составе Каменно-Бродского сельсовета.

## Население
| 1782 | 1864 | 1877 | 1897 | 1926 | 1930 | 1959 |
| ---- | ---- | ---- | ---- | ---- | ---- | ---- |
| 142  | ↗726 | ↘397 | ↗520 | ↗685 | ↗739 | ↘290 |
| 1979 | 1989 | 1996 | 2002 | 2010 |      |      |
| ↘189 | ↘138 | ↘117 | ↘85  | ↘35  |      |      |